# Bieudre
La Bieudre est une rivière française qui coule dans le département de l'Allier, donc en région Auvergne-Rhône-Alpes. C'est un affluent de l'Allier en rive gauche, donc un sous-affluent de la Loire.

## Géographie
La Bieudre naît sur le territoire de Theneuille, commune située à 8 kilomètres au sud-est de la forêt de Tronçais et à 3 kilomètres à peine au sud-ouest de la forêt de Civrais. 
Son orientation générale va du sud-ouest vers le nord-est et sa longueur est de 45,6 km. 
Elle se jette dans l'Allier (rive gauche) à la limite entre les communes de Château-sur-Allier et Le Veurdre, petites localités situées à mi-chemin entre Moulins et Nevers.

### Communes traversées
Dans le seul département de l'Allier, la Bieudre traverse les sept communes suivantes, de Theneuille (source), Ygrande, Saint-Plaisir, Franchesse, Pouzy-Mésangy, Le Veurdre et Château-sur-Allier (confluence).

### Bassin versant
La Bieudre traverse trois zones hydrographiques K360, K361, k362, pour une superficie totale de 335 km2. ce bassin versant est constitué à 85,80 % de « territoires agricoles », à 12,73 % de « forêts et milieux semi-naturels », à 1,24 % de « territoires artificialisés », à 0,07 % de « surfaces en eau ». 

## Affluents
La Bieudre a seize tronçons affluents référencés dont :
- la Chaîne,
- les Chaumes,
- le Vouilloie,
- le Pont Long,
- le Cottignon,
- la Font Pinet,
- le Civrais,
- l'Anduise,
- le Merderon,

## Hydrologie
La Bieudre est une rivière moyennement abondante, comme la plupart des cours d'eau de plaine du Bourbonnais. 

### La Bieudre à Pouzy-Mésangy
Son débit a été observé durant une période de 14 ans (1994-2007), à Pouzy-Mésangy, localité toute proche de son confluent avec l'Allier. Le bassin versant de la rivière y est de 143 km2, c'est-à-dire plus ou moins 80 % de sa totalité[réf. nécessaire].
Le module de la rivière à Pouzy-Mésangy est de 0,90 m3/s.
La Bieudre présente des fluctuations saisonnières de débit très marquées, avec des hautes eaux d'hiver portant le débit mensuel moyen à un niveau situé entre 1,45 et 2,4 m3/s, de décembre à mars inclus (avec un maximum en janvier puis février). Dès le mois de mars le débit diminue progressivement tout au long du printemps pour aboutir à une assez longue période de basses eaux. Celle-ci se déroule sur cinq mois, de juin à octobre, et entraîne une baisse du débit moyen mensuel allant jusqu'à 0,102 m3/s au mois de septembre, soit 102 litres par seconde, ce qui reste encore acceptable. Mais les fluctuations de débit peuvent être plus importantes d'après les années et observées sur des périodes plus courtes.

### Étiage ou basses eaux
À l'étiage le VCN3 peut chuter jusque 0,022 m3/s, en cas de période quinquennale sèche, soit 22 litres par seconde  ce qui est certes assez sévère, mais correspond à la moyenne des autres rivières de plaine du bassin de la Loire.

### Crues
Les crues, quant à elles, peuvent être importantes, caractéristique partagée par la plupart des affluents de la Loire et notamment ceux du rebord nord du massif central. Les QIX 2 et QIX 5 valent respectivement 24 et 33 m3/s. Le QIX 10 est de 38 m3/s, le QIX 20 de 44 m3/s, tandis que le QIX 50 n'a pas été calculé officiellement, faute de durée d'observation suffisante pour le faire avec précision, mais doit être de l'ordre de 50 m3/s.
Le débit instantané maximal enregistré à Pouzy-Mésangy durant cette période, a été de 40,3 m3/s le 2 mars 2007, tandis que le débit journalier maximal enregistré était de 29,4 m3/s le même jour. Si l'on compare la première de ces valeurs à l'échelle des QIX de la rivière, l'on constate que cette crue n'était que d'ordre décennal à vicennal, et donc pas du tout exceptionnelle, car destinée à se répéter tous les 12-15 ans en moyenne.

### Lame d'eau et débit spécifique
Au total, la Bieudre est une rivière moyennement abondante. La lame d'eau écoulée dans son bassin versant est de 199 millimètres annuellement, ce qui est toutefois très inférieur à la moyenne d'ensemble de la France tous bassins confondus, et aussi à la moyenne du bassin de la Loire (244 millimètres par an). Le débit spécifique de la rivière (ou Qsp) affiche de ce fait le chiffre de 6,3 litres par seconde et par kilomètre carré de bassin.